# Amotz Zahavi
Amotz Zahavi (hebrejsky אמוץ זהבי‎; 14. srpna 1928, Petach Tikva, Britský mandát Palestina – 12. května 2017, Tel Aviv, Izrael) byl izraelský evoluční biolog, profesor katedry zoologie na Telavivské univerzitě a taktéž jeden ze zakladatelů Společnosti pro ochranu přírody v Izraeli (החברה להגנת הטבע‎).
Jeho hlavní práce se týkala evoluce signálů. Soustředil se na výzkum evoluce vlastností, struktur nebo chování, zvláště pohlavně dimorfních, které se zdají být v rozporu s principy darwinismu, protože se na první pohled zdá, že snižují fitness svých nositelů a mohou je omezovat v běžném životě nebo je vystavovat zvýšené predaci (hypotéza handicapů). Velká část Zahaviho výzkumů se soustředila na altruistické chování timálií šedých (Argya squamiceps), které varují ostatní členy hejna před predátory, aniž by s nimi byly příbuzné, na toto chování tedy nelze aplikovat příbuzenský výběr. Podle Zahaviho je však podobné altruistické chování podmíněno tím, že varující jedinec mj. zvyšuje svou prestiž – a tím i svou vlastní fitness – v rámci skupiny.
Amotze Zahaviho ke studiu zoologie přivedl ředitel zoologické zahrady v Tel Avivu Heinrich Mendelssohn. Roku 1970 získal Zahavi doktorát na Telavivské univerzitě. Oženil se s Avishag Zahaviovou, jež byla taktéž bioložkou a spolupracovala na jeho výzkumech.